# 三星Galaxy A8
三星Galaxy A8是由三星電子製造的一款Android智能手機，在2015年發佈，同期最大競爭對手是自家的Galaxy A7以及HTC M8s。。

## 技術規格
- 後置攝像頭：1600萬像素
- 前置攝像頭：500萬像素
- 內存：2 GB RAM
- 存儲：16 GB\32 GB
- 電池：3050 mAh
- 尺寸：5.7寸
- 處理器：Qualcomm Snapdragon 615 / Samsung Exynos 5430 / Samsung Exynos 5433[2]
- 操作系統：Android5.1.1 lollipop (印度、港澳、臺灣和中國可更新 Android 6.0.1)
- 重量：151克
- 營幕：1080p Full HDSuper AMOLED

## 發佈售价
| 國家或地區 | 當地售價    |
| ---------- | ----------- |
| 香港       | 3798港元    |
| 中國大陸   | 3199人民幣  |
| 台灣       | 14900新台幣 |
| 馬來西亞   | 1888令吉    |
| 新加坡     | 698新元     |